# تاکه‌تا، اوئیتا
تاکه‌تا در استان اوئیتا در کشور ژاپن واقع شده‌است  که دارای جمعیت ۲۵٬۴۴۹ نفر و مساحت ۴۷۷٫۵۹ کیلومتر مربع با تراکم جمعیت ۵۳٫۳  نفر در کیلومترمربع است و در تاریخ ۳۱ مارس ۱۹۵۴ به عنوان شهر شناخته شد.